# Jean-Reinhard III de Hanau-Lichtenberg
Pour les articles homonymes, voir Hanau (homonymie).
Jean-Reinhard III comte de Hanau-Lichtenberg, né le 31 juillet 1665 et mort le 28 mars 1736, est le dernier comte de Hanau-Lichtenberg. Fils du comte Jean-Reinhard II de Hanau-Lichtenberg et d'Anne de Birkenfeld-Bischweiler.
Entre 1730 et 1736, il fit construire à Strasbourg l'hôtel de Hanau, après son décès l'hôtel de Hesse-Darmstadt, l'actuel hôtel de ville sis entre la rue brûlée et la place Broglie.

## Mariage et descendance
Il épousa en 1699 Dorothée-Frédérique fille de Jean-Frédéric margrave de Brandebourg-Ansbach et de Jeanne-Élisabeth de Bade-Durlach (cette dernière fille du margrave Frédéric VI de Bade-Durlach, gendre de Catherine Vasa et de Jean-Casimir de Deux-Ponts-Cleebourg). 
- Leur fille Charlotte épousa Louis VIII margrave de Hesse-Darmstadt, d'où la succession des Hesse-Darmstadt, comtes de Hanau-Lichtenberg ; et par mariage : descendance dans les Bavière-Wittelsbach, Habsbourg-Lorraine, Danemark, Bade, Suède, Monaco, Belgique, Roumanie, Prusse-Hohenzollern, Pays-Bas-Nassau, Russie...